# Palazzo Acquaviva (Alberobello)
A Palazzo Acquaviva Alberobello egyik műemlék épülete.

## Története
A palota a conversanói grófok rezidenciája volt, s ma a Piazza Gian Girolamón található, a Fontana del Belvedere szökőkútja közelében. 1635-ben épült II. Gian Girolamo Acquaviva d’Aragona megbízásából. Megépítése idején a település egyetlen emeletes építménye volt. A komplexumhoz egy kis kápolna és egy kocsma is tartozott. A kápolnában őrizték a csodatevő loretói Madonna festményt, amelyet aztán átszállítottak a Santi Medici Cosma e Damiano-templomba. A palotát két alkalommal, a 18. században, valamint a 19. század végén építették át. Ez utóbbi átépítés után elnyert alakját őrzi napjainkban is. Neoreneszánsz külsőjét Giovanni Castelli (1825-1902) nápolyi építésznek köszönheti. 